# Kościół Ewangelicko-Augsburski w Osinach
Kościół Ewangelicko-Augsburski – ewangelicko-augsburski kościół filialny, położony przy ulicy Opolskiej 14 w Osinach, gmina Komprachcice w powiecie opolskim.
Kościół należy do parafii ewangelicko-augsburskiej w Opolu w diecezji katowickiej.